# Безобразов, Владимир Михайлович
Влади́мир Миха́йлович Безобра́зов (11 (23) января 1857 — 17 сентября 1932, Ницца) — русский военачальник из рода Безобразовых, генерал от кавалерии, генерал-адъютант. В 1915—1916 годах — командующий войсками гвардии.

## Биография
Младший брат статс-секретаря А. М. Безобразова. Внук генерала Г. И. Ностица и сенатора А. М. Безобразова, правнук графа Ф. Г. Орлова. Родился в Петербурге, крещён 10 февраля 1857 года в Симеоновской церкви на Моховой при восприемстве деда А. М. Безобразова и тётки М. А. Шелашниковой.

### Послужной список
- 1877 — Окончил Пажеский корпус. Выпущен корнетом в 8-й уланский Вознесенский полк с прикомандированием к лейб-гвардии Гусарскому полку.
- Участвовал в русско-турецкой войне 1877—1878 годов.
- 8 сентября 1896 — Командир 9-го уланского Бугского полка.
- 30 мая 1900 — Командир Кавалергардского полка в чине полковника.
- 22 июля 1900 — генерал-майор.
- 6 апреля 1904 — Командир 1-й бригады 1-й гвардейской кавалерийской дивизии.
- 6 ноября 1906 — Начальник Офицерской кавалерийской школы.
- 5 января 1909 — Начальник 2-й гвардейской кавалерийской дивизии.
- 29 января 1912 — Командир Гвардейского корпуса (в составе 1-й и 2-й гвардейских пехотных дивизий, гвардейской стрелковой бригады).
- 14 апреля 1913 — генерал от кавалерии.
- Август 1914 — Корпус вошёл в состав 1-й армии генерала П. К. Ренненкампфа в Восточной Пруссии.
- Август 1914 — Корпус передан в состав 4-й армии генерала А. Е. Эверта.
- 26—27 августа 1914 — В боях у Таргавки нанёс поражение германской группе генерала Р. фон Войрша и X австро-венгерскому корпусу. Был награждён Георгиевским оружием

За то, что, получив приказание овладеть сильно укрепленными позициями противника у дер. Косаржев и на фронте о. Езиорки-ф. Домбровки, занятыми им после неудавшегося обхода нашего левого фланга, обеспеченными с правого своего фланга болотами р. Пар и дававшими неприятелю возможность обстреливать перекрестным артиллерийским, ружейным и пулеметным огнём наши атакующие части, с отличным мужеством, распорядительностью и стойкостью вел упорные бои с 23 по 27 авг. 1914 г. включительно, окончившиеся полным поражением противника, начавшего быстро отступать, бросая ружья и сдаваясь в плен сотнями, причем всего в названных боях нами взято в плен 60 офицеров и свыше 3,000 нижних чинов.

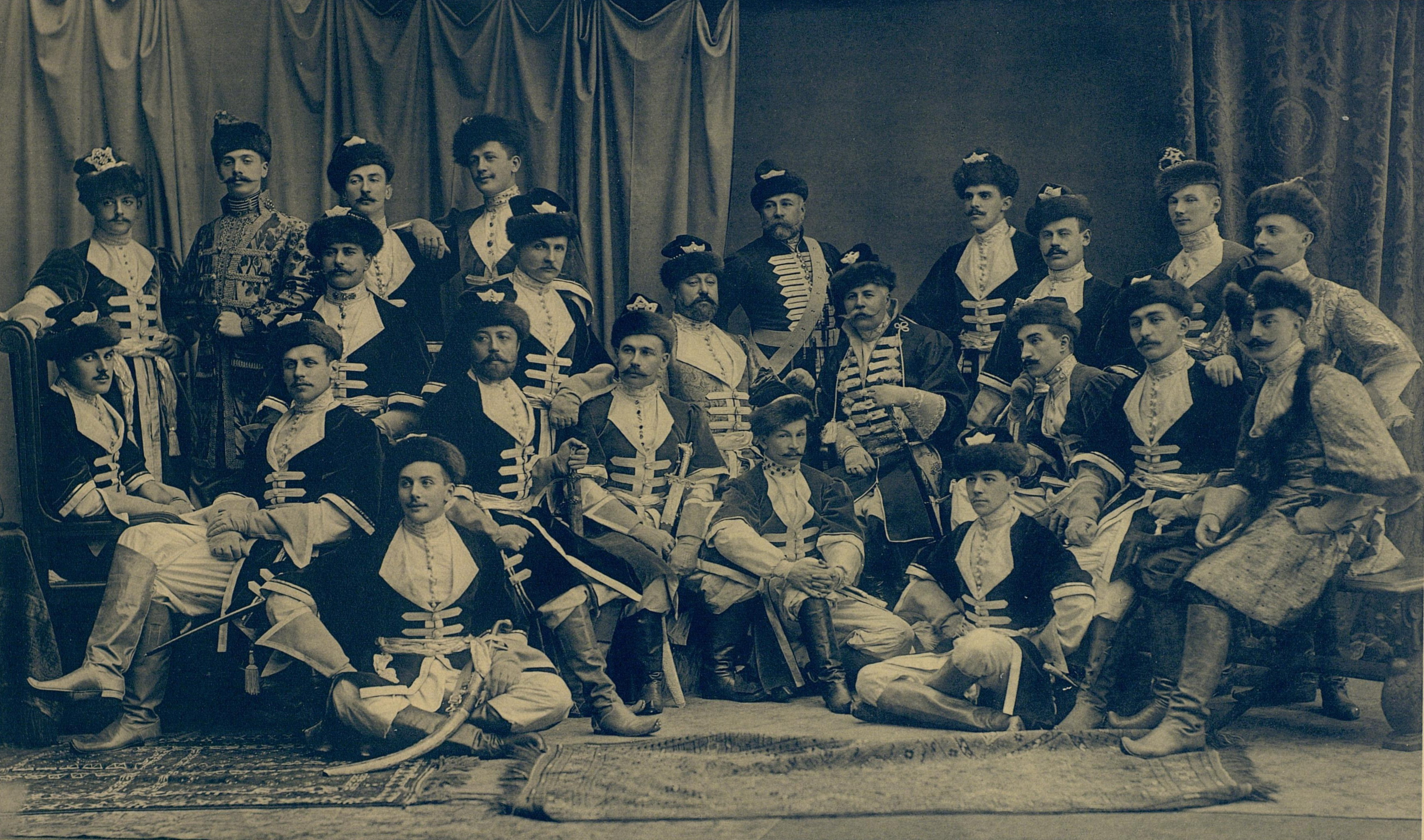
В. М. Безобразов (сидит в центре) в группе офицеров Кавалергардского полка на Костюмированном балу 1903 г.

- 8 ноября 1914 — Во время Ченстохово-Краковской операции ликвидировал образовавшийся прорыв противника на стыке 4-й и 9-й армий.
- 15 декабря 1914 — генерал-адъютант.
- 1915 — Корпус передан в состав 12-й армии.
- Июнь 1915 — Корпус передан в состав 3-й армии генерала Л. В. Леша.
- 3—5 июля 1915 — Нанёс поражение прусской гвардии в ходе Красносоставского сражения.
- 25 августа 1915 — Переведён в распоряжение Верховного главнокомандующего.
- 26 ноября 1915 — Командующий Гвардейским отрядом в составе двух гвардейских пехотных корпусов и гвардейского кавалерийского корпуса (по личному выбору Николая II).
- Ноябрь 1915 — В ходе подготовки к наступлению Северного фронта отряд сосредоточен у Волочиска.
- 2 июня 1916 — Командующий войсками Гвардии.
- 26 июня 1916 — Отряд передан в состав Юго-Западного фронта генерала А. А. Брусилова.
- 6 июля 1916 — Отряд выдвинут между 3-й и 8-й армиями с задачей форсировать р. Стоход и атаковать Ковель с юга. Для выполнения задачи Безобразову были подчинены I и XXX армейские корпуса и V кавалерийский корпус.
- 15 июля 1916 — Перешёл в наступление, добившись частного успеха. 2-й гвардейский корпус разгромил у Тристеня и Ворончина группу генерала барона В. фон Лютвица (усиленный X армейский корпус). Всего группа Безобразова взяла около 20,5 тысяч пленных (в том числе двух генералов) и захватила 56 орудий.
- 26 июля 1916 — Начал повторное неудачное наступление на Ковель.
- 27 июля 1916 — Предпринял неудачную попытку атаковать Витонеж силами 2-го гвардейского пехотного корпуса.
- 30 июля 1916 — Армейская группа передана в состав Западного фронта и официально переименована в Особую армию.
- 14 августа 1916 — Безобразов отстранён от командования.

Во время Февральской революции находился в Петрограде. 28 февраля 1917 года прибыл к генералу С. С. Хабалову и потребовал принятия решительных мер для подавления беспорядков, указывал на Таврический дворец, где в то время уже заседал Совет рабочих и солдатских депутатов как на центр руководства восстанием.
Немного Государь имел таких, всем сердцем и душой его любящих, самоотверженно ему преданных, подданных. Оттого-то Безобразова заблаговременно, до революции, убрали, разорвали его связь с гвардией (Ф. Винберг).
После революции эмигрировал во Францию. Скончался в Ницце.
Генерал Безобразов был одним из пятнадцати учредителей Императорского Российского автомобильного общества, которое было создано 15 мая 1903 года по инициативе автолюбителя П. П. Бекеля. На первом заседании общества Безобразов был избран председателем комитета Общества.

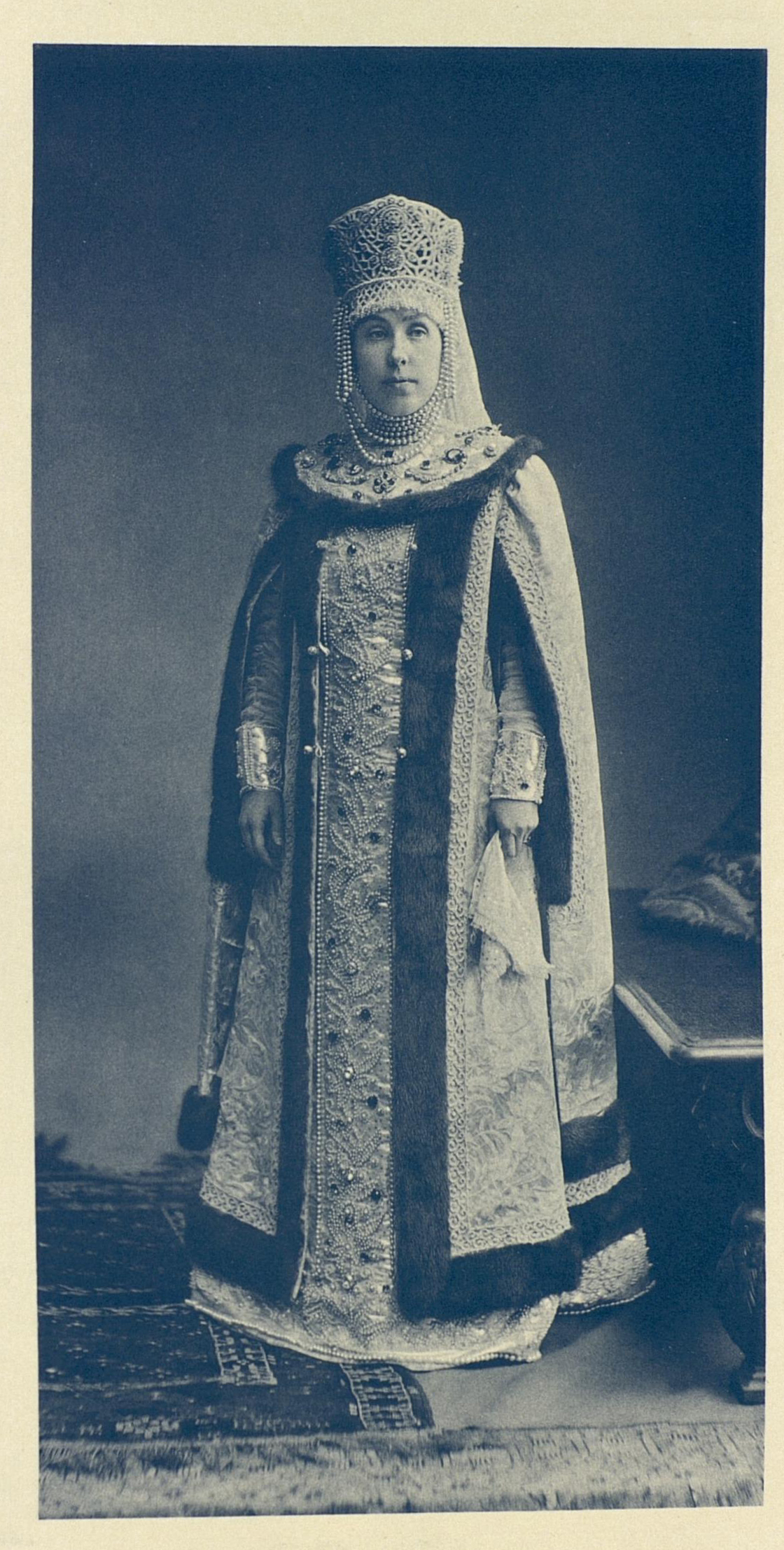
Жена - Надежда Владимировна Безобразова на Костюмированном балу 1903 г.

## Семья
Был женат на графине Надежде Владимировне Стенбок-Фермор (1871—1944), фрейлине двора (1891), дочери графа Владимира Александровича Стенбок-Фермора (1849—1897) от брака с Евдокией Ивановной Апраксиной (1850—1875). Умерла в эмиграции в Ницце. 
В браке имели 9 детей:
- Владимир (1892 Санкт-Петербург- 1940 Аба), первый брак - с Ольгой Васильевной Ван Дер Влит, второй - с Ириной Русчевной Литвиновой (Молловой)
- Надежда (1893 Санкт-Петербург -1949 Нью-Джерси), муж - капитан лейб-гвардии Конной артиллерии Родзянко Виктор Павлович (1896-1973), сын генерал-майора Павла Владимировича Родзянко
- Евдокия (1894 Санкт-Петербург-1961 Ницца)
- Михаил (1895 Санкт-Петербург -1957 Брюссель) жена - Стеценко Вера Николаевна
- Ольга (1896 Санкт-Петербург-1971 Зальцбург) муж - Стахович Михаил Алексеевич сын генерал-майора Алексея Александровича Стаховича, 3 детей
- Георгий (1898  Белая Церковь-1933 Северное Киву)
- Ирина (1908 Царское село-1998 Париж), муж Демидов Павел Павлович (1906-1988) сын Павла Александровича Демидова, единственный сын Александр (род. 1930) имеет трех детей
- Мария (1908 Санкт-Петербург - 1978 Ницца) первый муж - Сергей Густавович Фон Кеппен, второй муж - Поль Эмиль Фернан Моранд
- Елизавета (?-?) муж - Ханс Эмиль Вальдемар Бруун, 3 детей

## Военные чины
- Корнет (24.01.1877)[2]
- Поручик (30.08.1880)
- Штабс-ротмистр (08.04.1884)
- Ротмистр (24.04.1888)
- Полковник (30.08.1891)
- Генерал-майор (22.07.1900)
- Генерал-лейтенант (22.04.1907)
- Генерал от кавалерии (14.04.1913)

## Награды
- Орден Святой Анны 4-й степени (1878)
- Орден Святого Станислава 3-й степени с мечами и бантом (1878)
- Орден Святой Анны 3-й степени (1885)
- Орден Святого Станислава 2-й степени (1889)
- Орден Святой Анны 2-й степени (1893)
- Орден Святого Владимира 4-й степени (1900)
- Орден Святого Станислава 1-й степени (1905)
- Орден Святой Анны 1-й степени (1910)
- Орден Святого Владимира 2-й степени (1913)
- Орден Святого Георгия 4-й степени (ВП 22.10.1914)
- Георгиевское оружие (ВП 30.01.1915)

Иностранные:
- черногорский орден Князя Даниила I 3-й ст. (1889)
- французский орден Почётного легиона, командорский крест (1901)

## Сочинения
- Vladimir Mikhailovich Bezobrazov. Diary of the Commander of the Russian Imperial Guard 1914—1917. Edited by Marvin Lyons. Boynton Beach, FL, Dramco Publishers. 1994.